# Andrija Štampar
Andrija Štampar (Kisdarnóc, 1888. szeptember 1. – Zágráb, 1958. június 26.), horvát szociálhigiénés szakorvos, egyetemi tanár, a Zágrábi Egyetem rektora, a Horvát Tudományos és Művészeti Akadémia elnöke.

## Élete
Andrija Štampar 1888. szeptember 1-jén született a Bród közelében fekvő Kisdarnóc faluban, Ambroz és Katarina Štampar gyermekeként. A vinkovci iskola után Bécsbe ment, ahol 1911-ben orvosi diplomát szerzett. Először Újgradiskán volt háziorvos, majd a zágrábi Nemzeti Tanács Szociális Jóléti Bizottságának egészségügyi tanácsadója volt. 1919-től a belgrádi Népegészségügyi Minisztérium (Köz- és Szociálhigiéniai Osztály) higiéniai szolgálatának vezetője.  A Jugoszláv Királyságban ő rakta le a közegészségügyi szolgálat alapjait, és számos szociális és egészségügyi intézményt alapított (Belgrádi Központi Higiéniai Intézet, Zágrábi Közegészségügyi Iskola, Trogiri Malária Intézet, stb.). Programjával arra törekedett, hogy az orvos a betegtől gazdaságilag független, a lakosság minden rétege számára egyformán elérhető szociális munkássá és közoktatóvá váljon, a gyógyító gyógyászattal szemben a preventív orvoslást erősítse.
Orvosi reformkísérletei során összeütközésbe került a hétköznapi orvoslással, szociáldemokrata nézetei miatt pedig nemkívánatossá vált az uralkodó körök számára. 1931-ben történt kényszernyugdíjazása után a Népszövetség Egészségügyi Szervezetének szakértője volt Kínában. 1931-ben a Zágrábi Egyetem Orvosi Karának szociális orvostani professzorává választották, de ebben a tisztségében a hatóságok csak 1939-ben erősítették meg. 1940-ben a kar dékánjává választották, és létrehozta a Hallgatói Szociális és Egészségvédelmi Hivatalt. A második világháború alatt a Zágrábi Közegészségügyi Iskola igazgatója (ma a nevét viseli), az Orvostudományi Kar dékánja volt. 1945 és 1946 között a Zágrábi Egyetem rektora.
Nevéhez fűződik a Zágrábi Egyetem Orvosi Kara oktatásának megreformálása, az Ápolóképző Főiskola és a Fiumei Egyetem Orvosi Karának létrehozása. Ő készítette el az Egészségügyi Világszervezet alapszabályát, 1948-ban pedig az Első Egészségügyi Világgyűlés elnöke volt Genfben. Ezt követően a WHO megbízottjaként közegészségügyi és orvosi oktatást tanított Afganisztánban, Egyiptomban, Szudánban és Etiópiában. Az ENSZ Gazdasági és Szociális Tanácsának első alelnöke, 1947-től haláláig a Horvát Tudományos és Művészeti Akadémia elnöke volt.

## Munkássága
Élete során számos feladatot látott el. Aktívan szorgalmazta a szociális orvoslást és a fiatalok orvosi szükségleteinek ellátása iránti elkötelezettséget. Vezérlő gondolata mindig is az volt, hogy az egészségügyi szakembereknek mindenekelőtt az egészségügyi kockázati csoportokra kell figyelniük. Kiállt az emberek széleskörű egészségnevelése mellett, mellyel sok betegség sikeresen visszaszorítható. Az egészség általa meghatározott definíciója, amely szerint az egészség a teljes testi, lelki és szociális jólét állapota, és nem csupán a betegségek hiánya, ma is általánosan elfogadott.

### Kiadott művei
- Deset godina unapređivanja narodnog zdravlja (1934.)
- Public Health in Yugoslavia (1938.)
- U borbi za narodno zdravlje. Izabrani članci A. Štampara (1966.)
- Dnevnik s putovanja 1931. – 1938. (2008.)

## Emlékezete

### A nevét viselő intézmények
- Andrija Štampar Közegészségügyi Iskola
- Andrija Štampar Könyvtár
- Andrija Štampar emlékgyűjtemény
- Dr. Andrija Štampar Közegészségügyi Intézet
- Andrija Štampar-díj, a Zágrábi Egyetem díja a biomedicina területén elért eredményekért

### Film
„Dr. Andrija Štampar, vizionar” (Dr. Andrija Štampar a látnok), Mladen Juran dokumentumfilmje (2012)

## Fordítás
Ez a szócikk részben vagy egészben  az   Andrija Štampar című horvát Wikipédia-szócikk ezen változatának fordításán alapul.  Az eredeti cikk szerkesztőit annak laptörténete sorolja fel. Ez a jelzés csupán a megfogalmazás eredetét és a szerzői jogokat jelzi, nem szolgál a cikkben szereplő információk forrásmegjelöléseként.